# Cathy Couturier
Cathy Couturier (Senlis, 8 gennaio 1997) è una calciatrice francese, di ruolo centrocampista.

## Carriera

### Club
Cathy Couturier si appassiona al calcio fin da giovanissima, decidendo di tesserarsi con il Saint-Cloud nel 2005, società con la quale rimane fino al 2010 prima di passare al Rueil-Malmaison, dove rimane per due stagioni.
Le prestazioni offerte nei campionati giovanili attirano l'attenzione del Paris Saint-Germain che nel luglio 2012 le offre l'opportunità di tesserarsi in un grande club. Gioca al suo primo anno nella formazione Under-16 per passare velocemente alla Under-19. Inserita in rosa con la prima squadra fin dalla stagione 2013-2014, non riesce a trovare spazio venendo impiegata in sole due occasioni nella stagione successiva, facendo il suo debutto in Division 1 Féminine il 30 novembre 2014, nell'incontro dove il PSG supera per 3-1 le avversarie del Rodez. Date le difficoltà a trovare impiego con continuità Couturier decide di lasciare la società parigina al termine della stagione 2015-2016
Durante il calciomercato estivo 2016 sottoscrive un accordo con il Rodez per giocare con i colori giallorossi la stagione entrante. Al termine della stagione si è trasferita al Soyaux.

### Nazionale
Nel marzo 2013 la federazione calcistica della Francia (FFF) la chiama per indossare la maglia della nazionale francese Under-16, con la quale fa il suo debutto in occasione dell'amichevole dell'8 marzo con la Turchia.
Nel 2015 il selezionatore della formazione Under-19 Gilles Eyquem decide di inserirla in rosa nell'amichevole del 6 marzo, dove le Blues superano con un netto 6-0 le pari età dell'Ungheria. Le prestazioni offerte convincono Eyquem a utilizzarla durante le qualificazioni all'europeo di Slovacchia 2016 dove, superato il turno, riesce a vincere il torneo battendo in finale per 2-1 le avversarie della Spagna.
In previsione della selezione al mondiale di Papua Nuova Guinea 2016, l'8 novembre 2016 Couturier indossa per la prima volta la maglia della rappresentativa Under-20 scendendo in campo nell'amichevole dell'8 novembre contro le pari età del Canada, incontro terminato 2-0 per le francesi. Durante il torneo verrà impiegata una sola volta, il 21 novembre 2016 al Bava Park di Port Moresby, quando le Blues superano per 2-0 le padrone di casa della Nuova Zelanda.

## Palmarès

### Nazionale
- Campionato d'Europa under 19: 1

2016